# Sannois
Sannois egy község Franciaországban. Lakosainak száma 26 772 fő (2022. január 1.).

## Földrajza
Sannois Ermont, Argenteuil, Cormeilles-en-Parisis, Franconville és Saint-Gratien községekkel határos.